# هرمزآباد (رفسنجان)
هرمزدآباد

## هرمزدآباد
روستایی از توابع بخش مرکزی شهرستان رفسنجان در استان کرمان ایران می‌باشد که در حاشیه  شمال غربی شهرستان رفسنجان قرار گرفته‌است و جزو حوزه استحفاظی شهری قرار می گیرد. این روستا بدلیل مجاورت در کنار امام زاده سید غریب رفسنجان از موقعیت ویژه ای برخوردار است همچنین دهیار این روستا آقای مهندس حامد پوربخشی می‌باشد،
حومه اطراف این روستا یکی از هسته‌های اصلی برداشت پسته ناب ایران می‌باشد که هر ساله چند صد  هزار تن پسته از این روستا و حومه ان به نقاط مختلف کشور و جهان صادر می‌شود. این روستا دروازه ی ورود به جنگل های پسته شهرستان رفسنجان است و به جهت وجود بازار کار فراوان پذیرای تعداد بسیار زیادی از مهاجرین فصلی کار و افاغنه می باشد به حدی که تعداد مهاجرین و اتباع جویای کار در فصل برداشت پسته به چندین هزار نفر می رسد.این روستای شهید پرور که 25 شهید را در راه دفاع از کشور عزیزمان تقدیم کرده دارای امکاناتی نظیر زمین چمن اختصاصی، باشگاه ورزشی کاراته، زورخانه و به طور کلی امکاناتی بالاتر از متوسط کشوری است اما متاسفانه با اینکه این روستا در مرکزیت چندین روستا با جمعیت حدود ده هزار نفر است فاقد یک سالن ورزشی سرپوشیده است که با توجه به استعداد های ورزشی این خطه همت مسوولین را می طلبد.مراسم محرم این خطه از پرشورترین و قدیمی ترین مراسم کشور است به نوعی که این روستا مهد آیین جوش زنی است که از آیین های قدیمی صبح عاشوراست. همچنین در روزهای تاسوعا و عاشورا هیئت های زیادی از روستاهای همجوار و داخل شهر برای ادای احترام به شهدای این روستا و آقا اباعبدالله به ترتیب و با مراسمی هماهنگ از سمت های مختلف روستا به سمت مرکز روستا و گلزار شهدای این روستا حرکت می‌کنند و هیئت های عزاداری روستا با علم های خود به استقبال و سپس بدرقه هیئات می‌روند.مراسم محرم این روستا واقعا دیدنی و با حداکثر شور و حرارت برگزار می‌شود به نوعی که برای هر دقیقه از روزهای محرم دارای برنامه خاصی اند.

## دین
دین اکثریت مردم روستای هرمزداباد اسلام و مذهب مردم شیعه است.

## جمعیت
این روستا در دهستان اسلامیه قرار دارد و براساس سرشماری مرکز آمار ایران در سال 1395، جمعیت ان به حدود سه هزار نفر  رسیده‌است.واز نظر مساحت جز روستاهای  بسیار بزرگ است و راه ارتباطی این روستا با رفسنجان دوبانده و از کنار دانشگاه ولی عصر جدا می شود. البته راه های دسترسی مختلفی به این روستا از داخل شهر وجود دارد. 
و طبق اطلاعات کسب شده  تعداد خانوار آن به حدود 800 خانوار میرسد.